# Amsterdamer Beiträge zur älteren Germanistik
Amsterdamer Beiträge zur älteren Germanistik (Kurzform: ABäG) ist eine niederländische Fachzeitschrift für die germanistische Mediävistik. Thematisch werden alle Bereiche der Altgermanistik – germanische Philologien, germanisches Altertum – behandelt. Die Zeitschrift erscheint jährlich beim Amsterdamer Verlag Rodopi. Neben dem Aufsatzteil wird Rezensionen von internationalen Fachpublikationen Raum beigemessen.
Seit der Gründung und Erstausgabe 1972 ist die Zeitschrift eng verbunden mit dem Seminar für Altgermanistik der Universität Amsterdam. Redaktionell betreut wird die Zeitschrift aktuell durch den Herausgeber Arend Quak. Mitherausgeber sind neben Quak zurzeit Peter Alexander Kerkhof, Guus Kroonen, Erika Langbroek und Thijs Porck. Gründungsherausgeber war Cola Minis.